# Hegedüs Andrea
Hegedüs Andrea (Miskolc, 1968. július 19. –) magyar pedagógus, közoktatási vezető, iskolaigazgató, politikus, 2002 és 2010 között, majd 2019-től 2022-ig miskolci önkormányzati képviselő, 2022 óta országgyűlési képviselő (DK).

## Élete
1987-ben a miskolci Kossuth Gimnázium és Óvónői Szakközépiskolában érettségizett, majd 1990-ben a Debreceni Tanítóképző Főiskolán végzett általános iskolai tanítóként. A miskolci Arany János Általános Iskolában kezdett dolgozni tanítóként, ezután 1991-ben a debreceni Hunyadi Mátyás Általános Iskola, 1992-ben pedig a miskolci Vörösmarty Mihály Általános Iskola tanítója lett. 1998-ban az egri Eszterházy Károly Tanárképző Főiskolán nevelőtanári végzettséget szerzett.
2004 és 2013 között a miskolci Szabó Lőrinc Általános és Két Tanítási Nyelvű Iskola Vörösmarty Mihály Tagiskolájának dolgozója, 2009-től 2011-ig pedig az intézmény igazgatója volt, majd 2013 és 2019 között a Miskolci Szabó Lőrinc Általános Iskolában dolgozott. 2010-ben Miskolci Egyetem Bölcsészettudományi Karán közoktatási vezetői képzettséget, 2015-ben pedig középiskolai okleveles történelemtanári MSc diplomát szerzett. 2019-ben a Sajószentpéteri Kossuth Lajos Általános Iskola igazgatóhelyettese lett.
Politikai pályafutását 1998-ban kezdte, amikor belépett a Magyar Szocialista Pártba, melynek 2010-ig volt tagja. 2002 és 2010 között a párt egyéni önkormányzati képviselője volt Miskolcon, az Oktatási Bizottság alelnökeként és a Pénzügyi Bizottság tagjaként dolgozott. A 2019-es önkormányzati választáson a Demokratikus Koalíció támogatásával lett ismét egyéni önkormányzati képviselő. A közgyűlésben a Velünk a Város frakcióvezető-helyettese és Humánpolitikai Tanácsnok lett, emellett a Pénzügyi Bizottság, a Köznevelési, Kulturális, Turisztikai, Ifjúsági és Sport Bizottság, valamint a Jogi és Ügyrendi Bizottság tagja volt, illetve a DK miskolci frakciócsoportjának vezetője lett. 2020-ban belépett a DK-ba.
A 2021-es magyarországi ellenzéki előválasztáson a DK, a Jobbik és az MMM jelöltjeként indult a Borsod-Abaúj-Zemplén megyei 2. számú választókerületben, ahol alulmaradt Varga Lászlóval szemben. A 2022-es országgyűlési választáson az Egységben Magyarországért pártszövetség országos listájának 36. helyéről szerzett mandátumot, az Országgyűlésben a törvényalkotási bizottság tagja lett.
2023 októberében jelentették be, hogy Hegedüs lehet a DK miskolci polgármesterjelöltje a 2024-es választáson. Többen kritizálták, hogy a jelenlegi, független polgármester, Veres Pál ellenfeleként indulna, ezzel megosztottá válna az ellenzék.